# Emmanuel Lucenti
Emmanuel Lucenti (ur. 23 listopada 1984) – argentyński judoka. Czterokrotny olimpijczyk. Zajął siódme miejsce w Londynie 2012; dziewiąte w Río de Janeiro 2016; siedemnaste w Tokio 2020 i 21. w Pekinie 2008. Walczył w wadze półśredniej.
Uczestnik mistrzostw świata w 2007, 2009, 2010, 2011, 2013, 2014, 2015, 2017, 2018, 2019 i 2021. Startował w Pucharze Świata w latach 2007 i 2009-2021. Brązowy medalista igrzysk panamerykańskich w 2011 i piąty w 2007. Pierwszy na igrzyskach Ameryki Południowej w 2006 i trzeci w 2010. Zdobył dziewięć medali mistrzostw panamerykańskich w latach 2006 – 2021. Dwukrotny medalista mistrzostw Ameryki Południowej.
Jego brat Rodrigo Lucenti, również był judoką i olimpijczykiem z Aten 2004.

## Letnie Igrzyska Olimpijskie 2020
| Konkurencja | Eliminacje            | Klas. końcowa |
| Konkurencja | Przeciwnik I          | Miejsce       |
| ----------- | --------------------- | ------------- |
| 81 kg       | Iwajło Iwanow (BGR) P | 17.           |

## Letnie Igrzyska Olimpijskie 2016
| Konkurencja | Eliminacje          | Eliminacje                     | Klas. końcowa |
| Konkurencja | Przeciwnik I        | Przeciwnik II                  | Miejsce       |
| ----------- | ------------------- | ------------------------------ | ------------- |
| 81 kg       | Nacif Elias (LBN) Z | Antoine Valois-Fortier (CAN) P | 9.            |

## Letnie Igrzyska Olimpijskie 2012
| Konkurencja | Eliminacje                | Eliminacje            | Eliminacje          | Repasaże                       | Klas. końcowa |
| Konkurencja | Przeciwnik I              | Przeciwnik II         | 1/4                 | Przeciwnik I                   | Miejsce       |
| ----------- | ------------------------- | --------------------- | ------------------- | ------------------------------ | ------------- |
| 81 kg       | Fetra Ratsimiziva (MAD) Z | Alain Schmitt (FRA) Z | Kim Jae-bum (KOR) P | Antoine Valois-Fortier (CAN) P | 7.            |

## Letnie Igrzyska Olimpijskie 2008
| Konkurencja | Eliminacje          | Klas. końcowa |
| Konkurencja | Przeciwnik I        | Miejsce       |
| ----------- | ------------------- | ------------- |
| 81 kg       | Euan Burton (GBR) P | 21.           |